# Dendragapus
Dendragapus Elliot, 1823 è un genere di uccelli della sottofamiglia Tetraoninae (Phasianidae), che vivono sugli altopiani del Nordamerica occidentale.

## Descrizione

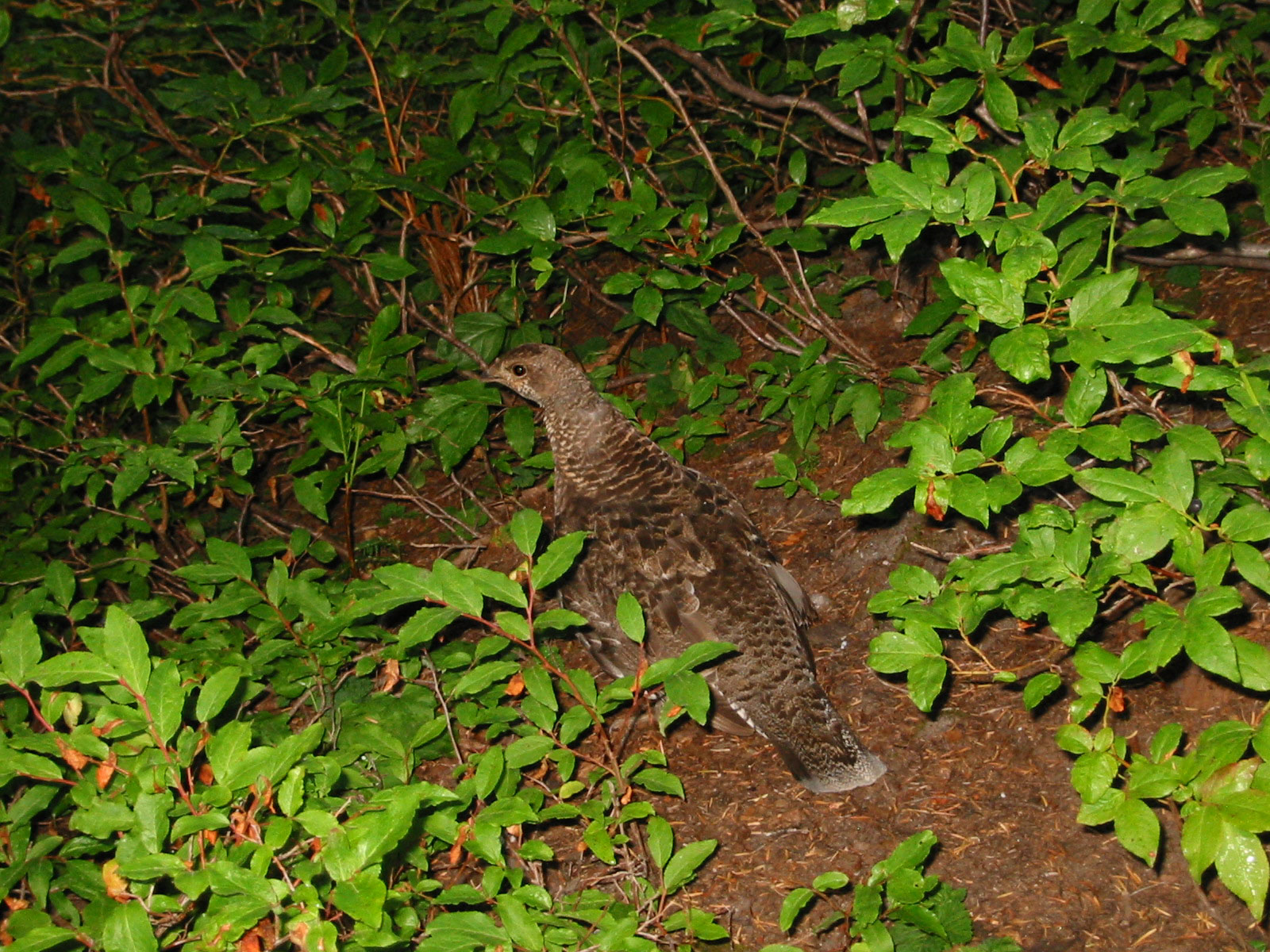
Femmina di Dendragapus fuliginosus

Gli adulti hanno una lunga coda quadrata dalla punta grigia. I maschi adulti sono principalmente scuri ed hanno una sacca golare gialla o violacea circondata da piume bianche e una macchia gialla sopra l'occhio. Le femmine adulte sono screziate di marrone con piccole chiazze marrone scuro e bianche sulle regioni inferiori.

## Distribuzione e habitat
Il loro habitat sono le foreste di conifere e le foreste miste delle regioni montuose del Nordamerica occidentale, dall'Alaska alla California. Il loro areale è strettamente associato a quello del pino giallo e degli abeti di Douglas. Il nido viene costruito sul suolo, sotto arbusti o tronchi.

## Biologia
Sono uccelli stanziali, ma si spostano per brevi distanze per cercare il nutrimento, e d'inverno possono compiere anche brevi voli per raggiungere aree maggiormente alberate, solitamente situate ad altitudini inferiori.
Questi uccelli si nutrono sul suolo o, d'inverno, sugli alberi. Si cibano soprattutto di pinoli, ma anche di germogli, di bacche e, d'estate, di insetti.
I maschi emettono stridii profondi per far sentire la loro presenza nel proprio territorio e compiono brevi voli, sbattendo le ali, per attrarre le femmine. Queste, dopo l'accoppiamento, lasciano il territorio del maschio.

## Tassonomia
Il genere comprende 2 specie viventi:
- Dendragapus fuliginosus Ridgway, 1873) - pernice fuligginosa
- Dendragapus obscurus (Say, 1822) - pernice blu

Le specie fossili del Pleistocene superiore che sono state descritte comprendono Dendragapus gilli (USA occidentali e centro-occidentali) - inizialmente classificato nel genere distinto Palaeotetrix - e Dendragapus lucasi (proveniente solamente da Fossil Lake, negli USA), ma, siccome in precedenza anche i tetraoni del genere Falcipennis venivano inclusi in Dendragapus, non è completamente sicuro che queste specie vadano assegnate a quest'ultimo.